# Японский длинный лук

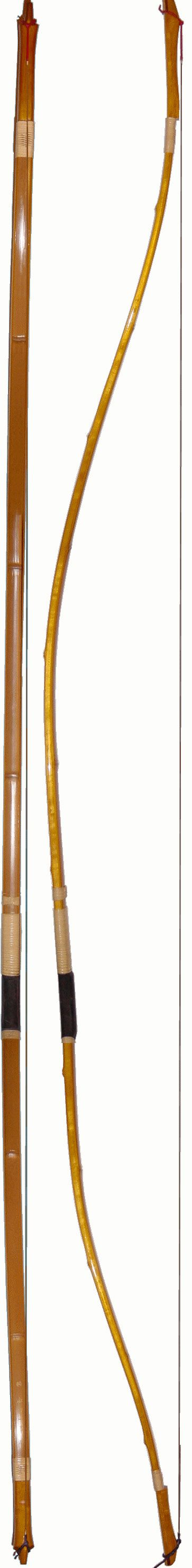
Юми

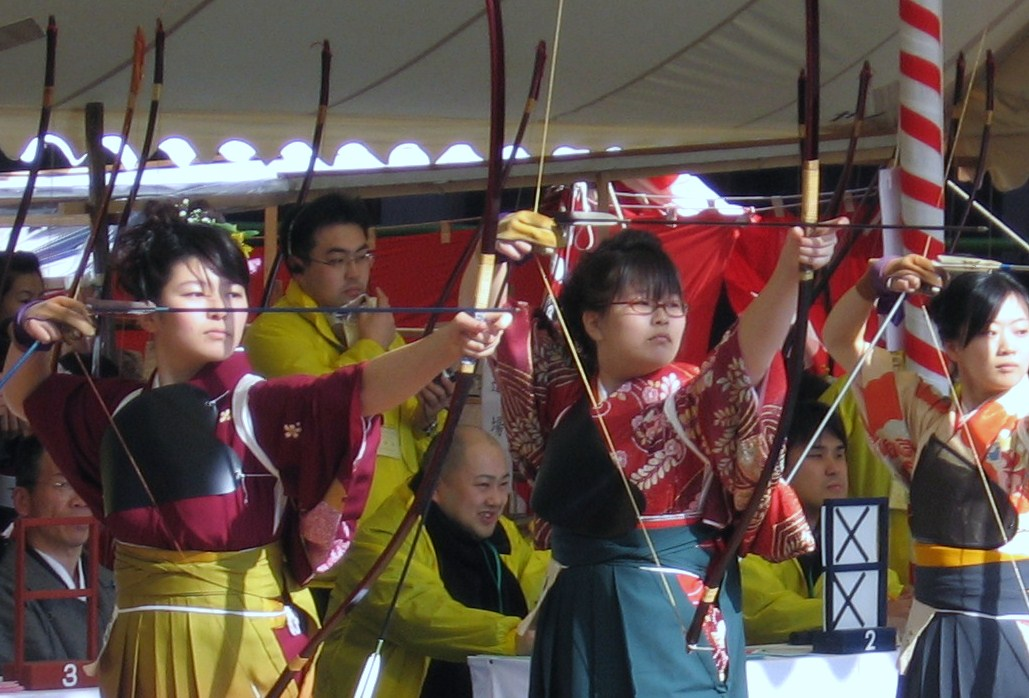
Традиционная японская стрельба из лука. Увеличенная картинка показывает специальную перчатку для стрельбы из лука с тремя пальцами.

Ва́кю (яп. 和弓, «японский лук»), да́йкю (яп. 大弓, «большой лук»), или обычно просто ю́ми (яп. 弓, «лук») представляет собой лук длиной более двух метров, но в отличие от других луков, рукоять делит лук не пополам, а в пропорции один (низ) к двум (верх). В современной Японии используется во время занятий кю́до (яп. 弓道 кю:до:, «путь лука»). Традиционные луки изготавливаются из слоёного бамбука, дерева и кожи, используя технологии, не меняющиеся веками, хотя существуют более дешёвые аналоги, изготовленные из стекло- и углеволокна.

## Форма

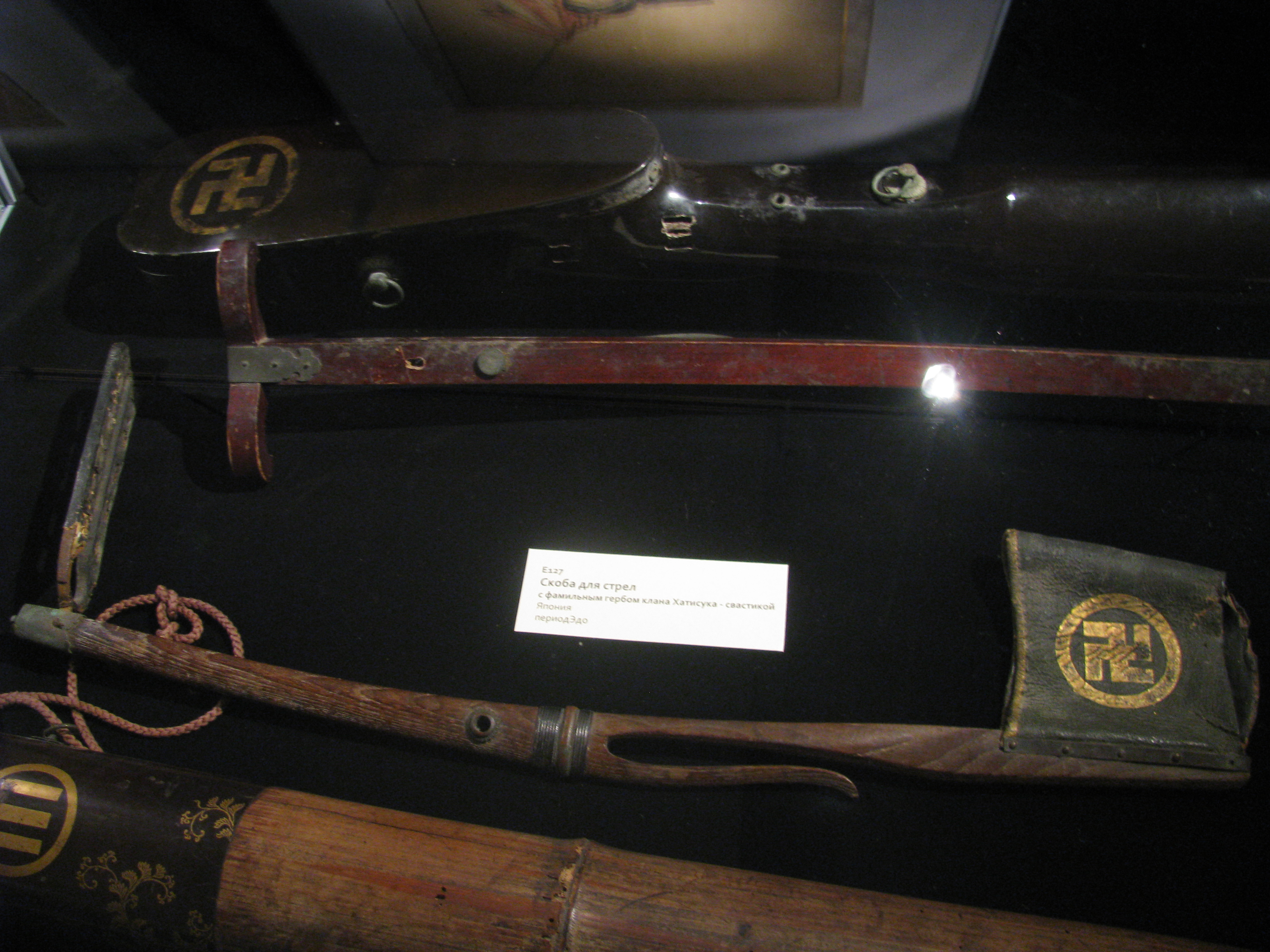
Скоба для переноски стрел

Юми — асимметричный лук, с расположением рукоятки приблизительно в одной трети длины лука снизу. Существуют несколько гипотез возникновения такой формы. Основная гипотеза гласит, что такая форма необходима для стрельбы с лошади с возможностью свободного прицеливания в любую сторону. По другой гипотезе данная форма нужна для стрельбы из положения сидя. Также существует гипотеза, что такая форма возникла во времена до изобретения композитного лука для компенсации различий свойств древесины по удалению от корня. Без тетивы лук выгибается в противоположную сторону.

## Тетива
Цу́ру (яп. 弦, «тетива») для юми традиционно изготавливают из пеньки, но большинство современных лучников используют синтетическую тетиву из таких материалов, как кевлар из-за большей долговечности. Обычно тетиву не меняют до самого обрыва. Место контакта со стрелой усиливают дополнительной нитью с клеем, что позволяет защитить тетиву и более надёжно удерживать стрелу.

## Отношение к луку
Серьёзно занимающиеся кюдо относятся к луку с уважением, как к предмету великой силы, говорят, что лук содержит часть души человека, его изготовившего. Ученик никогда не должен переступать лук, лежащий на земле, что рассматривается как неуважение. Обычно к луку относятся так, как хотели бы, чтобы относились к ним, например, храня подальше от жары или холода, в сухом, но не слишком, месте. Также считается неуважительным трогать лук без разрешения его владельца.

## Уход
Бамбуковый лук требует внимательного ухода. Без этого лук может потерять форму и стать бесполезным. Форма лука может измениться в худшую сторону, и для исправления может потребоваться приложение давления через специальные болванки, или оставление его с натянутой тетивой или, наоборот, без тетивы на некоторое время. Если лук принял примерно плоскую форму, то его оставляют без тетивы. При чрезмерном выгибании лук оставляют с тетивой.
При хорошем уходе лук может прослужить многим поколениям, в противном случае его жизнь будет коротка.

## Длина лука
Выбор лука зависит от роста владельца.
| Рост         | Длина стрелы | Рекомендуемый лук     |
| ------------ | ------------ | --------------------- |
| < 150 см     | < 85 см      | Сансун-дзумэ (212 см) |
| 150—165 см   | 85 — 90 см   | Намисун (221 см)      |
| 165—180 см   | 90 — 100 см  | Нисун-ноби (227 см)   |
| 180 — 195 см | 100—105 см   | Ёнсун-ноби (233 см)   |
| 195-205 см   | 105—110 см   | Рокусун-ноби (239 см) |
| > 205 см     | > 110 см     | Хассун-ноби (245 см)  |

## История
| Период           | Тип лука   | Сборка                                                                             |
| ---------------- | ---------- | ---------------------------------------------------------------------------------- |
| Доисторический   | Маруки     | Цельнодеревянный                                                                   |
| 800—900 до н. э. | Фусэтакэ   | Дерево с передней бамбуковой частью                                                |
| 1100 н. э.       | Санмаэути  | Дерево между бамбуком спереди и сзади                                              |
| 1300—1400        | Сиходакэ   | Дерево, окружённое бамбуком                                                        |
| 1550             | Санбонхиго | Три бамбуковых планки в центре, дерево по бокам, бамбук спереди и сзади.           |
| 1600             | Ёхонхиго   | Четыре бамбуковых планки в центре, дерево по бокам, бамбук спереди и сзади.        |
| 1650-            | Гохонхиго  | Пять планок в центре (бамбук или дерево), дерево по бокам, бамбук спереди и сзади. |